# Bartolomeo Granucci
Bartolomeo Granucci (Napoli, XVII secolo – Napoli, XVIII secolo) è stato un architetto, scultore, decoratore, pittore e scenografo italiano.

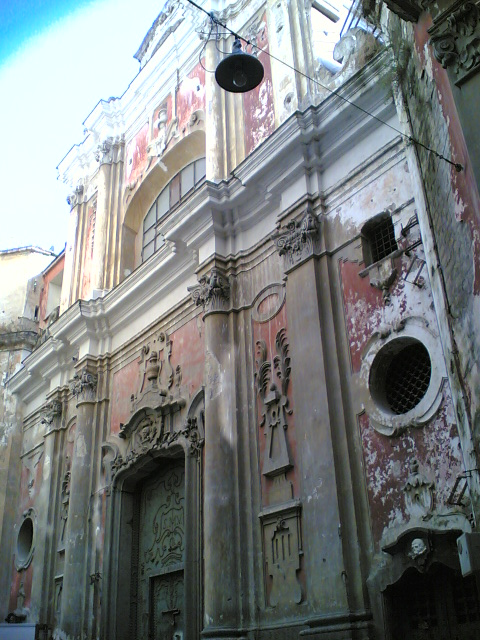
Un'opera di Granucci: la chiesa di Santa Maria Vertecoeli

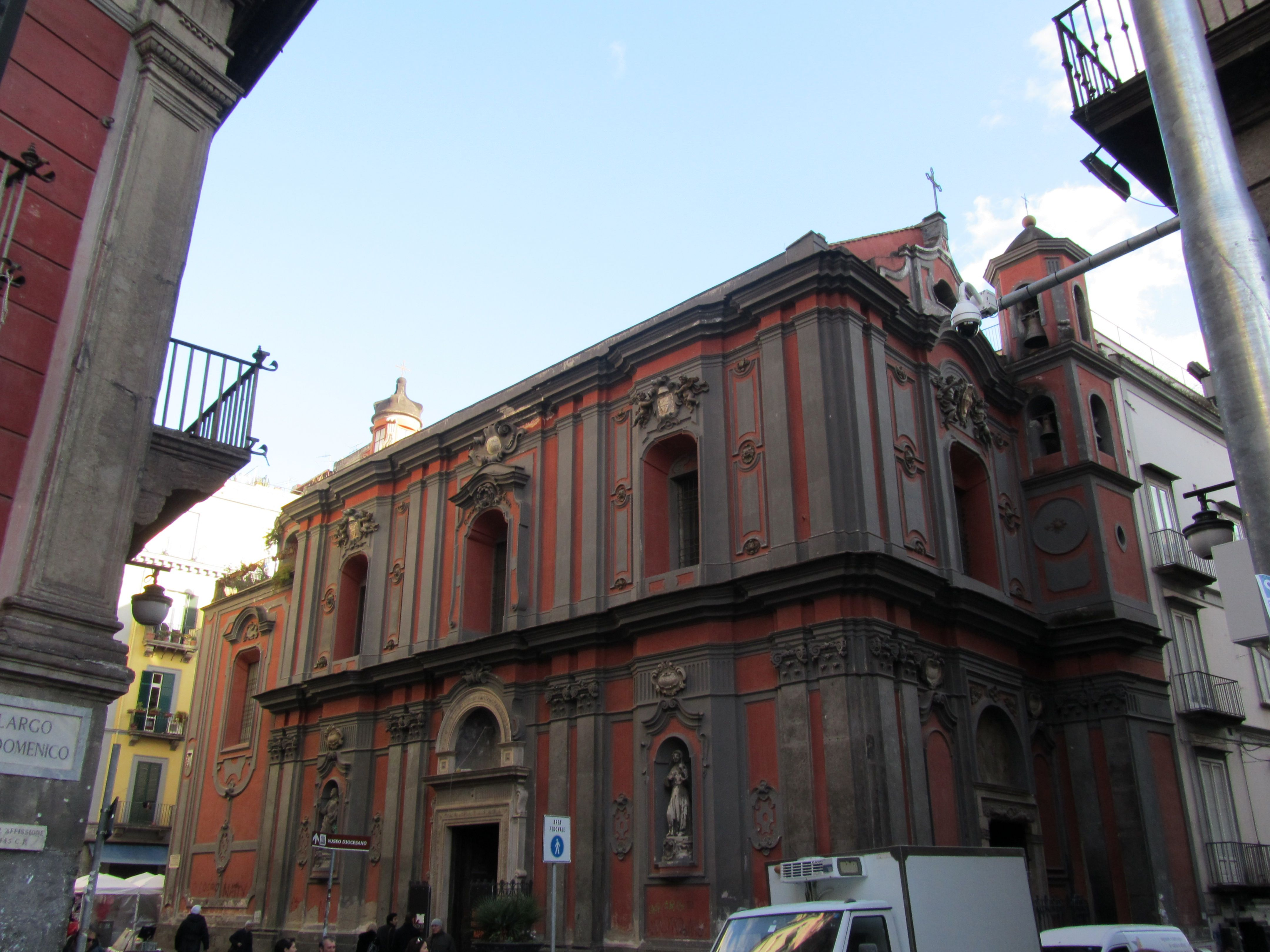
Chiesa di Sant'Angelo a Nilo, facciata con sculture del Granucci

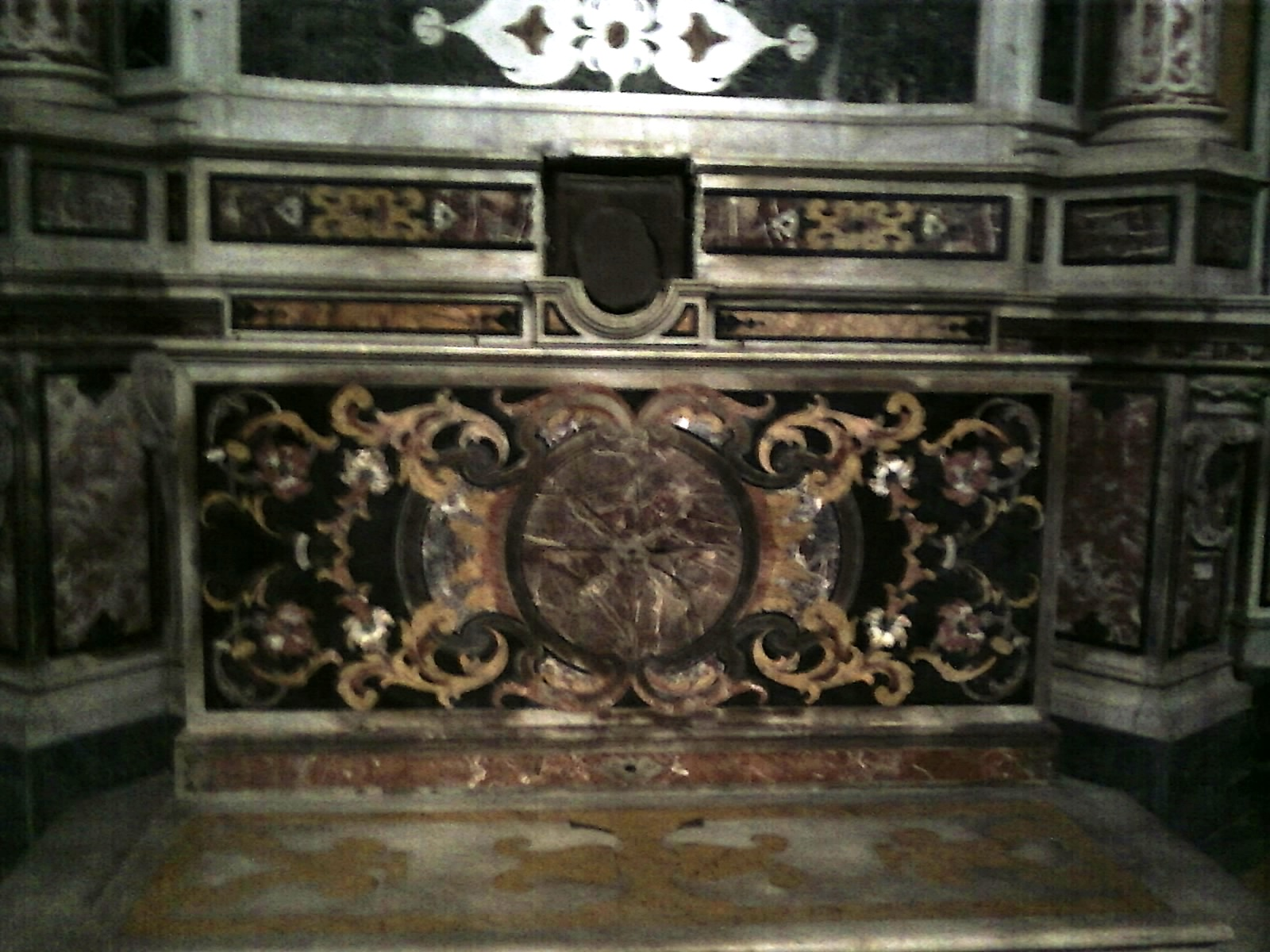
Altare in San Pietro Martire

Personalità di rilievo del barocco, divenne allievo del noto pittore, scultore e architetto Lorenzo Vaccaro; inoltre, fu assistente pittore di Francesco Solimena. 

## Biografia
Non ci sono pervenute notizie riguardanti la data di nascita, nacque da un certo Francesco, fu messo a bottega da Lorenzo Vaccaro; un aneddoto del de Dominci svela che Domenico Antonio, che in quegli anni era un fanciullo che studiava lettere, aveva una forte inclinazione al disegno e diverse volte istruì gli allievi del padre all'applicazione di quest'arte, tra gli allievi vi era il Granucci. I primi documenti che attestano la sua attività risalgono al 1698, quando fu attivo presso la Chiesa di Sant'Agostino degli Scalzi, insieme allo stuccatore Nicola Mazzone per i lavori di stucco progettati da Lorenzo.
Nel 1708 eseguì una pedana in rame per la reale cappella del Tesoro di san Gennaro, su commissione della Deputazione del Tesoro. Negli stessi anni lavorò insieme allo stuccatore Domenico Martinetti, uno degli scultori ornamentisti di fiducia dei Vaccaro, presso la Chiesa di Sant'Angelo a Nilo sotto la direzione di Arcangelo Guglielmelli; al Nostro furono affidate anche le statue in stucco sulla facciata laterale. Nel 1711 fu l'esecutore dell'altare maggiore nella chiesa di San Nicola da Tolentino.
Nel 1716 collaborò con Domenico Antonio Vaccaro presso la Basilica di San Paolo Maggiore; si occupò della cappella Frasconi dove realizzò decorazioni in rame per il paliotto. Nel 1723 risalgono le decorazioni alla cappella Pignatelli nella chiesa dei Santi Apostoli, grazie al suo lavoro di assistenza con Solimena. L'altare, che fronteggia quello del Borromini fu progettato dal Sanfelice e continuato sotto la guida di Solimena da Matteo Bottiglieri ed il Granucci. Due anni dopo presso la chiesa di San Pietro Martire progettò e realizzò un altare in una delle cappelle, fu autore, in quegli anni, del tondo che sovrasta il portale della Chiesa di San Nicola alla Carità. Nel 1728 è di nuovo alla Cappella del Tesoro per un busto di San Gregorio Armeno.
Nel 1729 gli venne incaricato il progetto di ampliamento della piccola chiesa di Santa Maria Vertecoeli. L'opera commissionata dalla Congrega delle Anime del Purgatorio, fu progettata in collaborazione con Giuseppe Stendardo e Martino Buonocore; sul cantiere erano presenti personalità di spicco del periodo come Giuseppe Scarola e Giovanni Saggese. Contemporaneamente fu chiamato da Vaccaro presso la Chiesa di San Michele a port'Alba per la realizzazione di alcuni marmi scolpiti.
Nel 1731 fu autore del rifacimento degli interni della chiesa di Santa Maria della Vita, insieme a Giovan Battista Nauclerio e con la collaborazione dello Scarola. Durante i lavori di rifacimento del Palazzo Saluzzo di Corigliano nel 1732, fu autore del prezioso gabinetto insieme a Filippo Buonocore realizzato tra il 1737 e il 1741.
Nel 1737 lavorò presso il Teatro San Carlo e nello stesso anno fu autore del Battaglino per conto dell'Arciconfraternita dell'Immacolata Concezione e Purificazione di Maria de' nobili in Montecalvario, il Granucci fu riconfermato anche per quello del successivo anno. Progettò, nel 1738, il sepolcro di Gennaro Acampora ed eseguito da Francesco Pagano nella chiesa di Santa Maria dell'Aiuto. Al 1739 fu il momento di una sistemazione fieristica: il cui progetto autografato dal Granucci è conservato all'Archivio di Stato di Napoli. Fu anche carrozziere, nel 1741 realizzò la Carrozza di Stato degli Eletti della Città. Nel 1744 progettò anche due splendori nella Cappella del Tesoro, l'esecuzione in argento fu affidata a Filippo del Giudice, in quell'anno risale anche la realizzazione di un trionfo, coadiuvato dal Solimena, che celebrasse la ricorrenza dell'ingresso in città da parte di Carlo III di Borbone.
Di grande valore sono le statue presepiali del Settecento create anche grazie alla collaborazione di Matteo Bottiglieri.